# Avoda Zara
Avoda Zara (Hebreeuws: עבודה זרה, lett.: Afgodendienst) is een traktaat (masechet) van de Misjna en de Talmoed. Het is het achtste traktaat van de Orde Neziekien van de Misjna, en beslaat vijf hoofdstukken.
Het traktaat Avoda Zara gaat over afgodendienst en alles wat in verband daarmee verboden is.
Avoda Zara is onderdeel van zowel de Babylonische als de Jeruzalemse Talmoed. Het traktaat bevat 76 folia in de Babylonische Talmoed en 37 in de Jeruzalemse Talmoed.